# Cerodontha altaica
Cerodontha altaica är en tvåvingeart som beskrevs av Zlobin 1993. Cerodontha altaica ingår i släktet Cerodontha och familjen minerarflugor. Inga underarter finns listade i Catalogue of Life.